# Johann Karl Grether
Johann Karl Grether (* 1808 in Schopfheim; † 1887 ebenda) war ein deutscher Färber, Bürgermeister und Historiker.
Von 1844 bis 1873 war Grether Bürgermeister von Schopfheim. Während der Badischen Revolution 1848/49 war er im September 1848 durch den Freischärler Theodor Mögling kurzzeitig verhaftet und gefangengesetzt. Er hatte die Stadt geschickt durch diese unruhige Zeit gelenkt, ohne den Unmut der Revolutionäre noch der Obrigkeit ernsthaft zu provozieren. 1850 wurde er für sein pflichtgetreues Verhalten in der Revolution mit der goldenen Zivilverdienstmedaille des Landes Baden ausgezeichnet.
Grether förderte den Eisenbahnbau von Basel nach Schopfheim (Wiesentalbahn). Schopfheim wurde 1862 an die Linie angeschlossen. Er verfasste eine handschriftliche Chronik der Stadt Schopfheim, die 1878 Grundlage der Stadtchronik von August Eberlin wurde.